# Маслов, Павел Евгеньевич
Па́вел Евге́ньевич Ма́слов (род. 14 апреля 2000, Тюмень) — российский футболист, защитник.

## Клубная карьера

### Ранние годы
Родился в семье известного тюменского футболиста Евгения Маслова. Уже в 3-4 года начал тренироваться у отца, работавшего в школе «Тюмени» с ребятами 1996 г. р. В детстве был очень быстрым нападающим и забивал много мячей, что позволяло ему играть на региональных турнирах за команды 1998-го и даже 1996 года рождения.
В 11 лет, на одном из турниров в Омске играл центрального защитника, забил около 8 мячей и получил приглашение на просмотр в ЦСКА. После успешного прохождения просмотра переехал в Москву, где стал заниматься под руководством тренера Романа Михайловича Христича. Играл на позициях правого и центрального защитника. В 2015 году, после ухода Христича из ЦСКА, уровень команды сильно упал, и Маслов принял решение вернуться домой, где стал заниматься в дубле «Тюмени». Зимой 2016 года «Тюмень» получила запрет на регистрацию новых футболистов, и Маслов был привлечён на сборы основной команды. Принимал участие в Кубке ФНЛ 2016, а 16 марта 2016 года дебютировал в первенстве ФНЛ в матче против «Байкала» (3:1), став самым молодым игроком в истории ФНЛ в возрасте 15 лет и 337 дней.

### «Спартак» (Москва)
13 июня 2018 года перешёл в московский «Спартак», где стал выступать за фарм-клуб «Спартак-2» в первенстве ФНЛ. 17 июля 2018 года дебютировал за «Спартак-2» в победном матче против «Сочи» (1:0). 20 апреля 2019 года забил свой первый мяч за клуб в домашнем матче против «Мордовии» (4:0).
26 сентября 2018 года дебютировал за основной состав «Спартака» в гостевой игре 1/16 финала Кубка России 2018/19 против новороссийского «Черноморца» (1:0). Зимние сборы 2019 года проходил вместе с первой командой «Спартака» и принимал участие в товарищеском турнире Кубок «Матч Премьер» 2019. Летние сборы 2019 года также проходил вместе с основой, участвовал в товарищеском турнире Кубок «Париматч» Премьер 2019. В августе 2019 года Маслов попал в заявку «красно-белых» на матчи Лиги Европы 2019/20. 14 марта 2020 года дебютировал за «Спартак» в чемпионате России в гостевом матче 22-го тура против «Оренбурга» (3:1), выйдя в стартовом составе и проведя на поле весь матч. 25 июня 2020 года продлил контракт со «Спартаком», новое соглашение подписано до лета 2024 года.
Летом 2020 года был введён главный тренером Домеником Тедеско в основной состав. В сезоне 2020/21 провёл 28 матчей во всех турнирах и по итогам сезона стал серебряным призёром РПЛ. 24 августа 2021 года был прооперирован в одной из клиник Финляндии по восстановлению целостности сухожилий обеих четырёхглавых мышц, на возвращение в общую группу требовалось пять месяцев. Однако возвращение в общую группу «Спартака» затянулось из-за неправильно сделанной операции, Маслов мог завершить карьеру в 21 год. 7 февраля 2022 года «Спартак» предоставил защитнику опцию продления контракта на год, которую он может активировать в любой момент. 19 мая 2022 года Маслов спустя практически год вернулся в общую группу. Впервые в сезоне 2021/22 попал в заявку «Спартака» 29 мая 2022 года в финале Кубка России против московского «Динамо» (2:1), в котором клуб стал обладателем трофея впервые за 19 лет. Впервые после восстановления от травмы сыграл 31 июля 2022 года в матче 3-го тура чемпионата России против «Оренбурга» (4:1), выйдя на замену на 88-й минуте вместо Наиля Умярова.
Свой первый мяч за «Спартак» забил 23 октября 2022 года в матче 14-го тура против «Химок» (5:0), отличившись на 89-й минуте. В сезоне 2022/23 провёл за клуб 27 матчей во всех турнирах, забил один мяч и стал бронзовым призёром чемпионата России. В сезоне 2023/24 провёл за «Спартак» девять матчей во всех турнирах.
12 сентября 2024 года был арендован клубом «Сочи» до конца сезона 2024/25. Дебютировал за клуб 21 сентября 2024 года в матче 11-го тура Первой лиги против саратовского «Сокола» (1:1), выйдя на 57-й минуте встречи вместо Кирилла Суслова. Первый мяч за «Сочи» забил 3 ноября 2024 года в матче 17-го тура Первой лиги против «Нефтехимика» (3:2), отличившись на 26-й минуте встречи. Всего за клуб в сезоне 2024/25 во всех турнирах провёл 22 матча и забил два мяча. 7 июля 2025 года «Спартак» объявил об уходе Маслова в связи с истечением срока контракта.

## Карьера в сборной
С 2017 года вызывался в юношеские сборные России до 18, до 19 и до 20 лет. В сентябре 2018 года в составе сборной России 2000 г. р. стал бронзовым призёром Мемориала Гранаткина. В июне 2019 года в составе сборной России до 20 лет стал вице-чемпионом турнира «Переправа».
В апреле 2020 года впервые получил вызов в молодёжную сборную России. Дебютировал за молодёжную сборную 8 сентября 2020 года в матче отборочного турнира к молодёжному Чемпионату Европы 2021 в матче со сборной Польши (0:1). В марте 2021 года принимал участие на молодёжном Чемпионате Европы 2021, где сыграл две игры группового этапа с молодёжными сборными Исландии (4:1) и Франции (0:2).

## Достижения
«Спартак» (Москва)
- Серебряный призёр чемпионата России: 2020/21[16]
- Бронзовый призёр чемпионата России: 2022/23
- Обладатель Кубка России: 2021/22
- Финалист Суперкубка России: 2022

## Статистика
| Выступление      | Выступление      | Выступление      | Лига | Лига | Кубки | Кубки | Прочие | Прочие | Итого | Итого |
| Клуб             | Лига             | Сезон            | Игры | Голы | Игры  | Голы  | Игры   | Голы   | Игры  | Голы  |
| ---------------- | ---------------- | ---------------- | ---- | ---- | ----- | ----- | ------ | ------ | ----- | ----- |
| Тюмень           | ФНЛ              | 2015/16          | 7    | 0    | —     | —     | —      | —      | 7     | 0     |
| Тюмень           | ФНЛ              | 2016/17          | 16   | 0    | 1     | 0     | —      | —      | 17    | 0     |
| Тюмень           | ФНЛ              | 2017/18          | 29   | 0    | 1     | 0     | —      | —      | 30    | 0     |
| Тюмень           | Итого            | Итого            | 52   | 0    | 2     | 0     | —      | —      | 54    | 0     |
| Спартак (Москва) | Премьер-лига     | 2018/19          | 0    | 0    | 1     | 0     | —      | —      | 1     | 0     |
| Спартак (Москва) | Премьер-лига     | 2019/20          | 9    | 0    | 1     | 0     | —      | —      | 10    | 0     |
| Спартак (Москва) | Премьер-лига     | 2020/21          | 25   | 0    | 3     | 0     | —      | —      | 28    | 0     |
| Спартак (Москва) | Премьер-лига     | 2021/22          | —    | —    | 0     | 0     | —      | —      | 0     | 0     |
| Спартак (Москва) | Премьер-лига     | 2022/23          | 19   | 1    | 8     | 0     | —      | —      | 27    | 1     |
| Спартак (Москва) | Премьер-лига     | 2023/24          | 4    | 0    | 5     | 0     | —      | —      | 9     | 0     |
| Спартак (Москва) | Премьер-лига     | 2024/25          | 1    | 0    | 2     | 1     | —      | —      | 3     | 1     |
| Спартак (Москва) | Итого            | Итого            | 58   | 1    | 20    | 1     | —      | —      | 78    | 2     |
| → Спартак-2      | ФНЛ              | 2018/19          | 28   | 1    | —     | —     | —      | —      | 28    | 1     |
| → Спартак-2      | ФНЛ              | 2019/20          | 21   | 1    | —     | —     | —      | —      | 21    | 1     |
| → Спартак-2      | Итого            | Итого            | 49   | 2    | —     | —     | —      | —      | 49    | 2     |
| → Сочи           | Первая лига      | 2024/25          | 18   | 2    | 2     | 0     | 2      | 0      | 22    | 2     |
| → Сочи           | Итого            | Итого            | 18   | 2    | 2     | 0     | 2      | 0      | 22    | 2     |
| Всего за карьеру | Всего за карьеру | Всего за карьеру | 177  | 4    | 24    | 1     | 2      | 0      | 203   | 5     |

1. ↑  Стыковые матчи РПЛ—Первая лига.